# Casa iluminada (Guillermo Silveira)
Casa iluminada es un paisaje urbano nocturno realizado al gouache sobre papel por el pintor y escultor español Guillermo Silveira (1922-1987), catalogado por el escritor y crítico de arte del diario Hoy Antonio Zoido dentro de «una nutrida colección de gouaches y procedimientos análogos, pintura más ligera, a la que eleva y realza la nítida y correctiva ejecución del dibujo y juego de color, insólitos por su depurada factura en el hacer del pintor». Por su parte, para el profesor Hernández Nieves, «muestra su época realista». Sus dimensiones son de 39 x 54 cm y fue adquirido por el Museo de Bellas Artes de Badajoz (MUBA) en 1988.

## Historia y características
En vista de la fecha que aparece en el ángulo inferior derecho de la obra («65»), el cuadro se debió pintar en su domicilio estudio de la antigua calle del Pilar (hoy Avda. Antonio Montero Moreno) n.º 1-3.º izda. de la capital pacense, en el que el artista residió con su familia desde mediados de 1962 hasta finales de los años 1960 o comienzos de la década siguiente en que se trasladó al bloque de suboficiales del Ejército del Aire, ubicado en Traseras de Colón n.º 1-1.º 2. Cromáticamente predominan los colores terrosos, grisáceos o sienas muy contrastados.

## Exposiciones
- «Silveira Expone Pinturas». Casa de la Cultura de la Diputación Provincial. Badajoz, 28 de mayo-5 de junio de 1965 (n.º 9).[10]
- «Guillermo Silveira». Museo Provincial de Bellas Artes. Badajoz, 26 de marzo-31 de mayo de 2009 (n.º 7).[4]

### Hemerografía
- G. Torga, José Manuel (4 jun. 1965). «De Silveira, como de El Cordobés, unos dicen que sí y otros que no». Hoy (Badajoz): 7.
- Medina, Tico (23 ene. 1969). «Las cosas y las gentes de esta tierra: El pintor». Informaciones. Crónica de España (Madrid): 25.
- Zoido, Antonio (2 jun. 1965). «Exposición de Guillermo Silveira». Hoy (Badajoz): 4.

- Datos: Q59946491